# Violência obstétrica
Violência obstétrica refere-se a atos categorizados como fisicamente ou psicologicamente violentos no contexto do trabalho de parto e nascimento. Na maioria dos países desenvolvidos e em muitos países em desenvolvimento, o nascimento ocorre em um ambiente cada vez mais medicalizado; com numerosas intervenções cirúrgicas que às vezes as pessoas gestantes podem ser coagidas a aceitar, ou que são feitas sem o seu consentimento. Práticas de parto e intervenções médicas como cesarianas, episiotomias e indução hormonal de parto; que normalmente devem ser restritos a apenas uma minoria de casos em que os riscos para a mãe são claros, são cada vez mais utilizados durante os nascimentos que de outra forma poderiam ocorrer naturalmente. A administração de medicamentos não justificados pelo estado de saúde da mãe ou do bebê, destacando o uso de ocitocina, hormônio que acelera o processo de contrações do útero e que, consequentemente acelera o parto e procedimentos em geral sem consentimento da parturiente, nas quais poderiam ser evitados ressaltando a episiotomia, manobra de Kristeller, rompimento da bolsa sem consentimento da mulher, exames de toque excessivos e sem necessidade e cesáreas desnecessárias. Algumas organizações e estudiosos consideram este um ato violento contra a mulher e seu filho.

## Conceitos
O conceito também inclui o uso injustificado de instrumentos e manobras que foram reconhecidos como arriscados para a saúde da mãe e da criança, ou cujos benefícios e riscos não foram suficientemente examinados (uso de fórceps, manobra de Kristeller,). A Organização Mundial da Saúde adverte que "o boom de cirurgias desnecessárias está prejudicando a saúde das mulheres", que as cesarianas alcançaram "proporções epidêmicas" em muitos países (46% na China, 32,9% nos Estados Unidos, 25% , Países europeus e latino-americanos) e que, por vezes, os incentivos financeiros para médicos e hospitais também têm influência.
No que se refere às episiotomias, a Organização Mundial de Saúde informa que "trazem maior risco de infecção e podem causar uma maior perda de sangue do que os ferimentos (naturais)" e que "Limitar o uso da episiotomia a indicações rigorosas tem uma série de benefícios : Menor trauma perineal posterior, menos necessidade de sutura e menos complicações". O Serviço de Saúde Nacional da Inglaterra informa que as episiotomias podem causar dor e desconforto para a mulher por muitos meses após o nascimento do filho, E o Congresso Americano de Obstetras e Ginecologistas também recomenda uma restrição ao seu uso.Algumas fontes referem-se a obstetras norte-americanas e ginecologistas, especialmente entre as décadas de 1950 e 1980, praticando o que se chamava "ponto do marido": colocando pontos extras na vagina da mulher após a episiotomia ou ruptura natural, supostamente para aumentar o futuro prazer sexual do marido  muitas vezes causando dor e desconforto para a mulher a longo prazo. No entanto, não há nenhuma prova de que tal prática tenha sido generalizada na América do Norte. mas as menções são freqüentes em estudos sobre a episiotomia, também em outros países americanos como o Brasil.

## Definições da OMS
A OMS afirmou recentemente que "no parto normal, deve haver uma razão válida para interferir no processo natural.O objetivo do cuidado é conseguir uma mãe e uma criança saudáveis com o menor nível possível de intervenção compatível com a segurança". Práticas que devem ser abolidas (em trabalho de parto normal), de acordo com a OMS:
- Raspar os pelos pubianos
- Monitoramento eletrônico fetal
- Não deixar a mulher comer ou beber
- Dizer à mulher para prender a respiração e empurrar durante a segunda fase do trabalho de parto (em vez de deixá-la fazer o seu próprio caminho)
- Esticar e interferir na entrada da vagina quando o bebê está nascendo
- Episiotomia
- Levar o bebê para longe de sua mãe no nascimento
- Forçar a mulher a deitar-se de costas durante o trabalho de parto

## Jurisdição

### Brasil
No Brasil, os seguintes projetos buscam tornar lei a humanização do atendimento:
- PL 7.633/2014 (na Câmara), do deputado Jean Wyllys, estabelece que médicos e profissionais de saúde devem dar prioridade à assistência humanizada à mulher e ao recém-nascido no ciclo da gravidez até o pós-parto. Os hospitais deverão respeitar o limite de 15% de cesáreas, recomendado pela Organização Mundial da Saúde.
- PLS 8/2013, do ex-senador Gim, obriga a obediência às diretrizes e orientações técnicas e o oferecimento de condições que possibilitem a ocorrência do parto humanizado nos estabelecimentos do SUS. Já aprovado no Senado e remetido à Câmara, foi motivado pelos esforços da Rehuna, coletivo de profissionais de saúde em Rede pela Humanização do Parto e Nascimento.
- PLS 75/2012, da senadora licenciada Maria do Carmo Alves (SE), proíbe que a gestante detenta seja algemada durante o parto.
- PEC 100/2015 (na Câmara), do deputado Veneziano Vital do Rêgo (PMDB-PB), disponibiliza equipe multiprofissional para atenção integral no pré-natal, parto e pós-parto, pelo SUS.
- PL 359/2015 (na Câmara), da deputada Janete Capiberibe (PSB-AP), propõe fornecer curso de qualificação básica para as parteiras tradicionais e incluir sua atividade no âmbito do SUS.